# Kevin James
Kevin James, född 26 april 1965 i Mineola, New York som Kevin George Knipfing, är en amerikansk komiker och skådespelare. Han är mest känd från TV-serien Kungen av Queens där han har huvudrollen som Doug Heffernan. 
Han var gäst hos Conan O'Brien 2007 där de pratade om hans nya film, Härmed förklarar jag er Chuck och Larry, där han och Adam Sandler har huvudrollerna. James är listad 89 av de 100 bästa stå-upp-komikerna enligt Comedy Central. Serien Kung av Queens där James medverkade i började sändas 1998 och det varade fram till 2007 och under den tiden gjordes 206 avsnitt. Han är gift med modellen Steffiana De La Cruz och tillsammans har de två barn. 
Under sina år på Ward Melville High School på Long Island, New York, var James med i skolbrottarlaget, men istället för brottningen valde han att satsa på en skådespelarkarriär. Brottarkompisen Mick Foley numera känd som Mankind satsade däremot på brottningen och kom långt, ända till WWE.

## Filmografi i urval
| År        | Titel                                   | Roll             | Notering                               |
| --------- | --------------------------------------- | ---------------- | -------------------------------------- |
| 1996      | Alla älskar Raymond                     | Kevin            | 6 avsnitt; 1996–98                     |
| 1998–99   | Alla älskar Raymond                     | Doug Heffernan   | 2 avsnitt                              |
| 1998–2007 | Kungen av Queens                        | Doug Heffernan   | Huvudroll                              |
| 1999      | Becker                                  | Doug Heffernan   |                                        |
| 1999      | Martial Law                             | Dallas Hampton   |                                        |
| 2001      | Arli$$                                  | Kevin            |                                        |
| 2002      | Pinocchio                               | Mangiafuoco      | Röst                                   |
| 2004      | 50 First Dates                          | Brandman         | Cameo                                  |
| 2005      | Hitch                                   | Albert Brennaman |                                        |
| 2006      | Monster House                           | Officer Landers  | Röst                                   |
| 2006      | Grilled                                 | Dave             |                                        |
| 2006      | Bondgård                                | Otis             | Röst                                   |
| 2007      | Härmed förklarar jag er Chuck och Larry | Larry Valentine  |                                        |
| 2008      | Jiddra inte med Zohan                   | Han själv        |                                        |
| 2009      | Snuten i varuhuset                      | Paul Blart       | Huvudroll, regissör och producent      |
| 2010      | 2010 Kids' Choice Awards                | Han själv        | Programledare                          |
| 2010      | Grown Ups                               | Eric Lamonsoff   |                                        |
| 2011      | 2011 Kids' Choice Awards                | Han själv        | Nominerad till "Arm Fart Hall Of Fame" |
| 2011      | The Dilemma                             | Nick             | Co-star                                |
| 2011      | Zookeeper                               | Griffin Keyes    | Huvudroll, regissör och producent      |
| 2012      | Little Boy                              | Dr. Fox          |                                        |
| 2012      | Here Comes the Boom                     | Scott Voss       | Huvudroll och producent                |
| 2012      | Hotell Transylvanien                    | Franckenstein    | Röst                                   |
| 2013      | Grown Ups 2                             | Eric Lamonsoff   |                                        |
| 2015      | Snuten i varuhuset 2                    | Paul Blart       | Huvudroll och producent                |
| 2015      | Pixels                                  | William Cooper   |                                        |
| 2015      | Hotell Transylvanien 2                  | Franckenstein    | Röst                                   |
| 2022      | Home Team                               | Coach Payton     | Huvudroll                              |